# Cal Solsona (Biscarri)
Cal Solsona és una masia del terme municipal d'Isona i Conca Dellà situada en el poble de Biscarri, de l'antic terme de Benavent de Tremp. És una de les cases més allunyades del poble, per la carretera en direcció a Isona.
Està situada a tocar i al sud de la carretera C-1412b, a l'extrem de llevant de la Serra de Sant Pere. Té Cal Perot a l'est, Ca l'Aran al nord, Ca l'Erola al nord-est, Cal Savina a l'est i Cal Basturs i Cal Tronxet al sud.